# Farfa
Il Farfa è un fiume, affluente della riva sinistra del fiume Tevere.

## Descrizione

### Corso fluviale
Nasce nei Monti Lucretili, originato dalla confluenza del Fosso della Mola (o Rumeano), del Fosso delle Mole e dal contributo delle copiose sorgenti dette "Le Capore", situate nel territorio comunale di Frasso Sabino, in realtà quasi totalmente convogliate dall'ACEA nell'acquedotto del Peschiera-Capore che alimenta Roma. È un affluente del fiume Tevere a regime quasi torrentizio con alveo la cui componente sassi-ciottoli è preponderante.
Il Farfa bagna i comuni di Monteleone Sabino, Frasso Sabino, Casaprota, Poggio Nativo, Mompeo, Salisano, Castelnuovo di Farfa, Fara in Sabina e Montopoli di Sabina dove segna il confine tra i due comuni e dove, nel territorio di Montopoli scavò nei secoli un ponte naturale nei depositi fluvio-lacustri quaternari (sabbioso-conglomeratici), ora distrutto (vedi Ponte Sfondato). Il Farfa continua nella Valle del Tevere nei comuni di Torrita Tiberina e Nazzano nella Città Metropolitana di Roma, dove, alla confluenza del Farfa col fiume Tevere, nel 1979 dopo la costruzione della diga di Meana e la formazione del Lago di Nazzano è stata istituita una riserva naturale gestita dalla Regione Lazio: la Riserva naturale di Nazzano, Tevere-Farfa.

### Qualità delle acque
Le acque del Farfa sono particolarmente fredde. Per via del suo letto, costituito essenzialmente da ciottoli, e per via della notevole impetuosità, le acque del torrente, in particolari circostanze, possono assumere una colorazione quasi bianca, dovuta all'effervescente spumosità che vi si crea, tale da sembrare un vero e proprio fiume di latte.
Per la sua frescura, e per la presenza di ampie sponde a ciottoli, in estate il torrente diviene anche un luogo di balneazione.
Con la costruzione di una diga a Salisano che ne capta l'acqua quasi alla fonte, la sua portata è di molto inferiore a quella originale. La sua acqua, infatti, viene prelevata e convogliata nell'Acquedotto del Peschiera-Capore (il cui nome deriva da quello della sorgente del Farfa) che rifornisce la Capitale.

### Proposte di tutela
A maggio del 2008, l'associazione ONLUS Giardino faunistico di Piano dell'Abatino, della provincia di Rieti, ha presentato alla Regione Lazio una proposta per la creazione di un Monumento naturale sul corso inferiore del fiume. È un tratto del fiume che, al di là delle leggi nazionali di tutela, non gode di particolari protezioni ed è sottoposto a gravi rischi di inquinamento causato da impianti di lavorazioni di inerti, di produzioni di materiali bituminosi, e da scarichi fognari non depurati. Nell'insieme, le acque del Farfa sono particolarmente pulite, soprattutto nel tratto iniziale, con presenze faunistiche e floristiche di un certo pregio. Ma più a valle, mano a mano che ci si avvicina alle foci, la qualità decade e le specie faunistiche si impoveriscono anche per la forte pressione antropica dovuta all'esercizio venatorio. Questa proposta di area protetta risponde, quindi, all'esigenza di tutelare un corso d'acqua di pregio costantemente utilizzato, dalle popolazioni locali, per la balneazione e lo svago, durante l'estate, ma anche per attività alieutiche nei laghetti presenti sul territorio di Castelnuovo di Farfa, dove si potrebbero realizzare programmi di ripopolamento di specie autoctone di salmonidi, di altre specie ittiche, e di crostacei. La proposta intende fermare il degrado cui andrebbe incontro l'intero corso del fiume e valorizzarne sia gli aspetti naturalistici sia la pubblica fruizione compatibilmente con un ecosistema fragile e sottoposto a forte pressione antropica.

### Inclusione del corso inferiore nella Riserva naturale di Nazzano Tevere-Farfa
Grazie alla Legge Regionale del 22 ottobre 2018, n.7 (pubblicata sul Bollettino Ufficiale della Regione Lazio del 23 ottobre 2018, n.86) il tratto finale del fiume che va dalla località Granica (frazione di Montopoli di Sabina) alla confluenza con il fiume Tevere, è stato incluso nella Riserva naturale di Nazzano, Tevere-Farfa. 

## Citazioni letterarie
Il Farfa è citato da Ovidio, nelle Metamorfosi, col nome di Farfarus:
(Ovidio, Metamorfosi' lib. XIV)
Le acque limpide del Farfa sono oggetto di una citazione di Sidonio Apollinare, poeta e santo, in viaggio da Ravenna a Roma nel 467:
(Sidonio Apollinare, Epistulae, I.5, 8-9)

## Galleria d'immagini

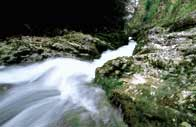
Sorgente
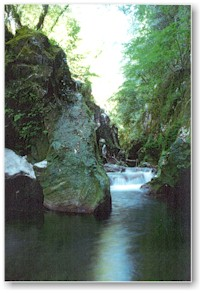
Gola
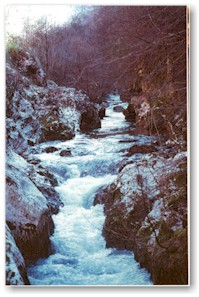
Gola
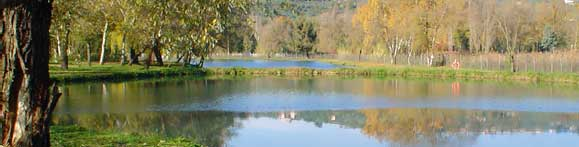
Granica
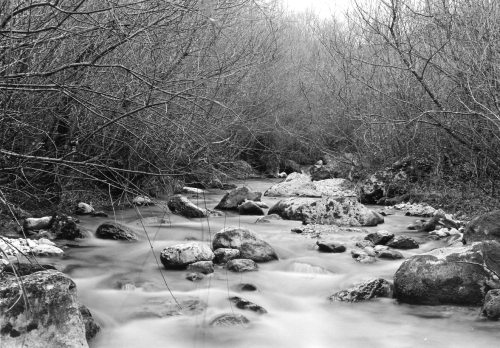
Presso Ponte Sfondato
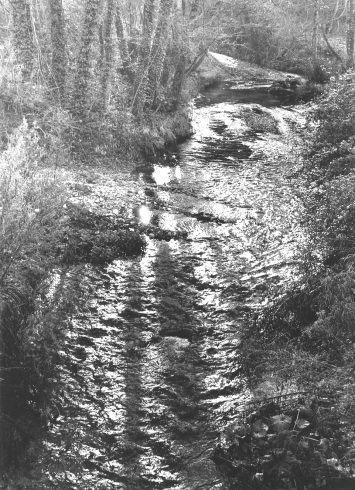
Presso Ponte Sfondato
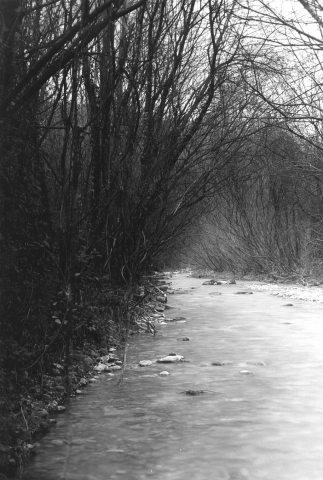
Presso Ponte Sfondato